# Pwani (região)
Pwani é uma região da Tanzânia. Sua capital é a cidade de Kibaha.

## Distritos
- Bagamoyo
- Kibaha
- Kisarawe
- Rufiji
- Mkuranga
- Insel Mafia